# Thomas Thieme

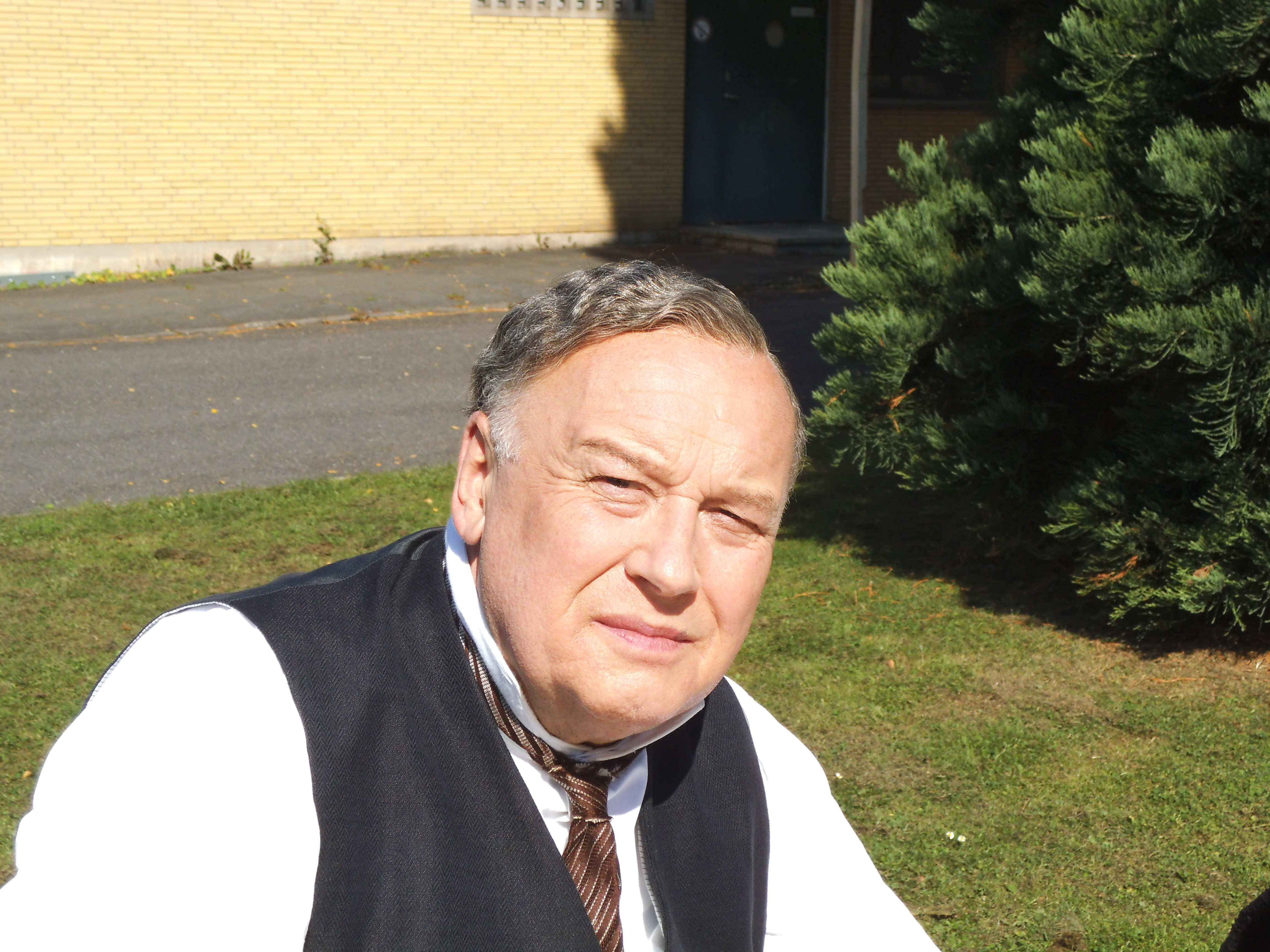
Thomas Thieme (2014)

Thomas Thieme (* 29. Oktober 1948 in Weimar) ist ein deutscher Schauspieler und Hörspielsprecher. Er ist vor allem als Theaterschauspieler und aus Filmen wie Der Untergang und Das Leben der Anderen einem breiten Publikum bekannt.

## Leben

### Leben, Ausbildung und Verlassen der DDR
Thomas Thieme wurde als einziger Sohn des Rechtsanwalts Artur Thieme (1897–1969) und seiner Frau Liselotte Thieme (1914–1991) in Weimar geboren. Sein Vater nahm als junger Mann am Ersten Weltkrieg teil und wurde Ende des Zweiten Weltkrieges zum „Volkssturm“ eingezogen. Nach dem Abitur und dem Wehrdienst bei der Nationalen Volksarmee (NVA) in Rostock bewarb sich Thieme an der Bauhaus-Universität Weimar, um seinen Berufswunsch Architekt zu realisieren. Dies war jedoch wegen des Regimes und seiner NVA-Zeit nicht möglich. Von 1970 bis 1973 absolvierte er seine Ausbildung an der Staatlichen Schauspielschule in Ost-Berlin. Anschließend folgten Engagements an den Theatern Görlitz, Magdeburg, Halle und Anklam. Im Jahr 1981 stellte Thieme einen Ausreiseantrag in die Bundesrepublik Deutschland, der es ihm trotz vieler Schikanen im Jahr 1984 ermöglichte, die DDR schließlich durch „legale Ausreise“ zu verlassen.

„Ich bin nicht vor Repressionen abgehauen, sondern vor der Bevölkerung.“

„Was mir das Leben in der DDR unerträglich machte, waren weniger Honecker und Mielke, als die allgemeinen Verhältnisse. Es war muffig, schmierig, duckmäuserisch in der DDR. Reine Selbstzensur! Und wer rauswollte, wurde erschossen!“

### Theater
Von 1984 bis 1990 war Thieme am Schauspiel Frankfurt tätig und spielte dort unter anderem in Stücken wie Die Mutter, Edward II. von Christopher Marlowe und König Lear, gefolgt von einem dreijährigen Engagement am Burgtheater in Wien, wo er in diversen Inszenierungen, wie in Brechts Baal mitwirkte. Von 1993 bis 1997 gehörte er zum Ensemble der Schaubühne am Lehniner Platz in Berlin. 1998 wechselte er wieder nach Wien und spielte im „Kasino am Schwarzenbergplatz“ Edward II. unter der Regie von Claus Peymann. In diesem Jahr spielte er auch den Götz von Berlichingen bei den Burgfestspielen Jagsthausen. Ein Jahr später ging er ans Deutsche Schauspielhaus in Hamburg, wo er für seine Rolle Richard III. in dem Stück Schlachten! im Jahr 2000 zum Schauspieler des Jahres gekürt wurde. Am Deutschen Nationaltheater Weimar spielte er die Titelrolle in Faust I. In der Spielzeit 2002/03 inszenierte er dort Brechts Baal mit Ben Becker als Hauptdarsteller und 2004/05 Margaretha.Eddy.Dirty Rich von Tom Lanoye und Luk Perceval mit Jimmy Hartwig und Hans-Peter Minetti.
Seit der Premiere beim Augsburger Brechtfestival 2013 ist Thomas Thieme mit einer Solofassung von Bertolt Brechts Baal auf Tournee. In einer durch Julia von Sell bearbeiteten und inszenierten Version trägt Thieme neben den enthaltenen Gesängen alle Rollen des Stückes vor und wird dabei von seinem Sohn Arthur auf der Bassgitarre begleitet. Zum 120. Geburtstag Bertolt Brechts wurde diese Inszenierung 2018 von MDR Kultur in einer Hörspielfassung produziert.

### Film und Fernsehen
Thieme gab als Jurist und Archivar Johann Christian Kestner in Egon Günthers Romanverfilmung Lotte in Weimar sein Filmdebüt. Es folgten Rollen in zahlreichen Film- und Fernsehproduktionen.
Insbesondere seit den 2000er-Jahren ist Thieme wiederkehrend auf der Kinoleinwand zu sehen. 2006 spielte er in Florian Henckel von Donnersmarcks Das Leben der Anderen die Figur des Kulturministers Bruno Hempf; das Werk gewann den Oscar für den besten fremdsprachigen Film. Auch in weiteren Filmen spielte Thieme mehrfach Politiker oder andere mächtige, aber nicht selten eher zwielichtige Figuren: „die gewieften Honoratioren, die lauernden Paten, die kleinbürgerlichen Großkotze, die gutsituierten Gauner, die kalten feisten Militärs“, wie es Hans-Dieter Schütt 2018 formulierte. In Nebenrollen wirkte er in Kinofilmen, wie Der Untergang (2004), Der Baader Meinhof Komplex (2008), Der ganz große Traum (2011) und Er ist wieder da (2015), mit.
Neben seinen Rollen auf der Leinwand ist er auch in tragenden Rollen verschiedener Fernsehfilme zu sehen. In Der Mann aus der Pfalz verkörperte er 2009 Helmut Kohl während der Wendezeit 1989. Im Jahr 2014 war er als Holländer-Michel in der Wilhelm-Hauff-Verfilmung Das kalte Herz zu sehen. Im Fernsehfilm Uli Hoeneß – Der Patriarch verkörperte er 2015 den wegen Steuerhinterziehung verurteilten FC Bayern-Boss. In dem Fernseh-Dreiteiler Unterleuten – Das zerrissene Dorf nach dem Roman Unterleuten von Juli Zeh spielte er 2020 als Rudolf Gombrowski eine der Hauptrollen. 2021 verkörperte er Otto von Bismarck in dem ZDF-Dokudrama Kaiserspiel in Versailles.
Thieme übernimmt auch regelmäßig Gastauftritte in zahlreichen Fernsehserien und -reihen, u. a. Tatort, Wolffs Revier und Balko.

### Hörspielarbeiten und Lesungen
Thieme betätigt sich auch als Hörspielsprecher. 2012 wirkte er als Erzähler im Hörspiel Ulysses nach James Joyce mit, dem mit einer Laufzeit von über 22 Stunden bis dahin längsten Hörspiel des Südwestrundfunks und eine der aufwändigsten Hörspielproduktionen der ARD. Darüber hinaus hält er regelmäßig Rezitationen und Lesungen, u. a. las er 2018 für MDR Kultur aus Mark Twains Die Abenteuer des Huckleberry Finn. Daneben ist Thieme auch als Synchronsprecher aktiv und lieh dabei unter anderem Adam West seine Stimme.

### Trivia
Von 2009 bis 2011 porträtierte der Maler Harald Reiner Gratz Thomas Thieme über 70-mal im Rahmen einer Langzeitbeobachtung. Eine Auswahl dieser Porträts zeigte die Klassik Stiftung Weimar in einer Ausstellung im Neuen Museum Weimar im Frühjahr 2012.
Innerhalb der MDR-Fernsehsendung Lebensläufe entstand 2020 eine halbstündige Dokumentation unter dem Titel Thomas Thieme – Schauspieler!

### Privates
Thomas Thieme, der sein Privatleben weitgehend vor der Öffentlichkeit abschirmt, ist Vater des 1977 in Magdeburg geborenen Musikers Arthur Thieme. Thieme lebt wieder in seiner Geburtsstadt Weimar. Neben seiner Muttersprache Deutsch spricht er auch Englisch und Russisch.

## Filmografie

### Kino
- 1975: Lotte in Weimar
- 1982: Das Fahrrad
- 1982: Mein Vater ist ein Dieb
- 1999: Fette Welt
- 2001: Taking Sides – Der Fall Furtwängler
- 2002: Das letzte Versteck
- 2003: Eierdiebe
- 2003: hamlet X (Vol. 3)
- 2004: Der Untergang
- 2006: Das Leben der Anderen
- 2008: Der Baader Meinhof Komplex
- 2009: Effi Briest
- 2009: Die Tür
- 2009: Liebe Mauer
- 2009: Männersache
- 2009: Berlin 36
- 2010: Aghet – Ein Völkermord
- 2011: Der ganz große Traum
- 2011: Wer wenn nicht wir
- 2011: Hotel Lux
- 2011: Bastard
- 2014: Wir waren Könige
- 2015: Er ist wieder da
- 2016: Fritz Lang – Der andere in uns
- 2016: Kundschafter des Friedens
- 2020: Max und die wilde 7
- 2023: LasVegas
- 2024: Max und die Wilde 7: Die Geister-Oma

### Fernsehfilme
- 1973: Erziehung vor Verdun
- 1976: Gestatten, Johannes Conrad! (Theateraufzeichnung)[22]
- 1977: Die beiden Nachtwandler oder Das Notwendige und das Überflüssige
- 1977: Die berühmte Komödie vom Galan Castrucho
- 1978: Der gepuderte Mann im bunten Rock oder Musjöh lebt gefährlich
- 1978: Der Nekromant oder Die erzwungene Unschuld
- 1980: Januar
- 1980: Zweimal reingelegt
- 1980: Mutter darf nicht arbeiten
- 1987: Wallenstein
- 1994: Lemgo
- 1994: Das Phantom – Die Jagd nach Dagobert
- 1996: Das Tor des Feuers
- 1999: Warten ist der Tod (Zweiteiler)
- 2005: Der Vater meiner Schwester
- 2007: Der geheimnisvolle Schatz von Troja
- 2007: Duell in der Nacht
- 2007: Vertraute Angst
- 2009: Krupp – Eine deutsche Familie (Dreiteiler)
- 2009: Der Mann aus der Pfalz
- 2009: Liebling, weck die Hühner auf
- 2009: Ein Dorf sieht Mord
- 2009: Mörder auf Amrum
- 2010: Letzter Moment
- 2012: Gestern waren wir Fremde
- 2012: Rommel
- 2013: Das Adlon. Eine Familiensaga (Dreiteiler)
- 2013: Robin Hood
- 2013: Ein weites Herz – Schicksalsjahre einer deutschen Familie
- 2013: Der Tote im Watt
- 2013: Das letzte Wort
- 2013: In einem wilden Land
- 2014: Glückskind
- 2014: Besondere Schwere der Schuld
- 2014: Das kalte Herz
- 2015: Die Eisläuferin
- 2015: Uli Hoeneß – Der Patriarch
- 2015: Der weiße Äthiopier
- 2016: Die Stadt und die Macht (Sechsteiler)
- 2017: Willkommen bei den Honeckers
- 2017: Der namenlose Tag
- 2018: Die Affäre Borgward
- 2019: Preis der Freiheit (Dreiteiler)
- 2020: Unterleuten – Das zerrissene Dorf (Dreiteiler)
- 2021: An seiner Seite
- 2021: Kaiserspiel in Versailles
- 2022: Der Taunuskrimi: Muttertag (Filmreihe)

### Fernsehserien und -reihen
- 1974: Polizeiruf 110: Nachttaxi
- 1986: Tatort – Blindflug
- 1988–2015: Ein Fall für zwei (verschiedene Rollen, 13 Folgen)
- 1993: Hecht & Haie (Folge Kneipen-Kur)
- 1994: Die Kommissarin (Folge Blumen für den Mörder)
- 1997: Tatort: Willkommen in Köln
- 2000: Tatort: Nach eigenen Gesetzen
- 2002: Tatort: Verrat
- 2005: Tatort: Requiem
- 2006: Commissario Laurenti – Gib jedem seinen eigenen Tod
- 2006: Der Alte — Folge 312: Tod eines Mandanten
- 2008: Der Alte — Folge 327: Die Nacht kommt schneller als du denkst
- 2009–2013: Rosa Roth → siehe Episodenliste
- 2010: Tatort: Vergessene Erinnerung
- 2011: Tatort: Das Dorf
- 2011–2014: Finn Zehender
  - 2011: Mörderisches Wespennest
  - 2012: Tod einer Brieftaube
  - 2012: Mörderische Jagd
  - 2014: Mord in Aschberg
- 2015: Tatort: Der Inder
- 2012: Ein starkes Team: Eine Tote zuviel
- 2016: Tempel (6 Folgen)
- 2017: Babylon Berlin (Fernsehserie)
- 2017: Nord Nord Mord – Clüver und der König von Sylt
- 2018: Parfum (Folge Herzakkord)
- 2021–: Erzgebirgskrimi
  - 2021: Der Tote im Burggraben
  - 2025: Wintermord
  - 2025: Die letzte Note
- 2022: Das Begräbnis
- 2022: Das Quartett: Dunkle Helden
- 2022: Der Bozen-Krimi: Familienehre
- 2023: Am Ende – Die Macht der Kränkung

## Hörspiele (Auswahl)
- 1985   Heinz-Werner Geisenberger:  Lohn der Arbeit -  Regie: Horst H. Vollmer - HR
- 1994: Peter Mohr: Zur letzten Instanz (Arbogast) – Regie: Holger Rink (Hörspiel – ORB)
- 1996: Andres Nyman: Die Pilzsammler (MDR)
- 1996: Dacia Maraini: Stimmen – Regie: Götz Fritsch (WDR)
- 1997: Alexandre Dumas der Ältere: Der Graf von Monte Cristo (MDR)
- 1998: Michail Bulgakow: Der Meister und Margarita (Meister) – Regie: Petra Meyenburg (Hörspiel, 30 Teile – MDR)
- 2000: Damon Runyon: Butch passt aufs Baby auf (Butch) – Regie: Regine Ahrem (Hörspielreihe: Schwere Jungs und leichte Mädchen, Nr.: 1 – SFB/ORB)
- 2000: Damon Runyon: Blutdruck (Earthquake) – Regie: Regine Ahrem (Hörspielreihe: Schwere Jungs und leichte Mädchen, Nr.: 3 – SFB/ORB)
- 2001: Józef Ignacy Kraszewski: Gräfin Cosel (August der Starke) – Regie: Walter Niklaus (Hörspiel, 5 Teile – MDR)
- 2003: Jean-Claude Izzo: Chourmo – Regie: Ulrich Gerhardt (Kriminalhörspiel – DLR Berlin)
- 2003: Albert Wendt: Die zartgeflügelte Dampfwalze (Kinderhörspiel – MDR)
- 2009: Torsten Enders: Bachs Reiche (MDR Figaro)
- 2010: Hugo Rendler: Finkbeiners Geburtstag. (Radio-Tatort – SWR)
- 2013: Mario Göpfert: Wecke niemals einen Schrat (nach dem gleichnamigen Buch von Wieland Freund) – Regie: Klaus-Michael Klingsporn (Kinderhörspiel – DKultur)
- 2014: Steffen Thiemann: Sandsack – Regie: Thomas Wolfertz (Hörspiel – MDR)
- 2014: Ingo Schulze: Das „Deutschlandgerät“ – Regie: Stefan Kanis (MDR Figaro)
- 2015: Petros Markaris: Sokrates lässt grüßen – Regie: Christoph Dietrich (Kriminalhörspiel – DKultur)
- 2015: Walter Niklaus: Todsicher – Regie: Walter Niklaus (Kriminalhörspiel – MDR Figaro; online)
- 2015: John Burnside: Der Baucan – Regie: Klaus Buhlert (SWR2 Hörspiel-Studio)
- 2018: Bertolt Brecht: Baal – Bearbeitung: Julia von Sell, Musik: Arthur Thieme, Regie: Matthias Thalheim (MDR KULTUR)[23]
- 2020: Saal 101 - Das Dokumentarhörspiel zum NSU-Prozess (ARD-Dokumentarhörspiel)[24]

## Hörbücher (Auswahl)
- Spaziergang nach Syrakus im Jahre 1802 von Johann Gottfried Seume, ungekürzte Lesung, Regie: Veronika Hübner, 429 min., MDR 1998/ Der Audio Verlag 2015, ISBN 978-3-86231-572-7.
- Die Bewaffnung der Nachtigall – Tagebücher 1968–1997 von Klaus Renft, Regie: Matthias Thalheim, 132 min., MDR KULTUR / Buschfunk-Verlag 2016, ISBN 978-3-944058-70-2
- Gertrud Schleef, Einar Schleef: Briefwechsel I+II, zusammen mit Jutta Hoffmann, mp3-CD, 4h 48 min., Der Audio Verlag Berlin 2021, ISBN 978-3-7424-2134-0
- Evangelio Ein Luther-RomanFeridun Zaimoglu (Autor), Thomas Thieme (Sprecher) Regie: Franz Wassmer, 10 h 16 min., Hörkultur Verlag, ISBN 978-3-906935-21-8

## Lesungen (Auswahl)
- 1998: Johann Gottfried Seume: Spaziergang nach Syrakus im Jahre 1802 – MDR Kultur
- 1999: Volker Braun: Die unvollendete Geschichte (zusammen mit Volker Braun) – MDR Kultur
- 2009: Gertrud und Einar Schleef: Briefwechsel I (zusammen mit Jutta Hoffmann) – MDR Figaro
- 2011: Gertrud und Einar Schleef: Briefwechsel II (zusammen mit Jutta Hoffmann) – MDR Figaro
- 2013: Erich Loest: Völkerschlachtdenkmal – MDR Figaro
- 2015: Winston S. Churchill: Der Zweite Weltkrieg – MDR Figaro
- 2015: Klaus Renft: Die Bewaffnung der Nachtigall – Tagebücher 1968–1997 – MDR Figaro
- 2017: Wolfgang Hilbig: Das Provisorium – MDR Kultur
- 2018: Mark Twain: Die Abenteuer des Huckleberry Finn – MDR Kultur[16]

## Auszeichnungen
- 1965: Medaille für hervorragendes Volkskunstschaffen in Gold
- 2000: Schauspieler des Jahres für Richard III. in Schlachten! am Hamburger Schauspielhaus unter der Regie von Luk Perceval
- 2007: Faustorden des Handwerker Carnevalsverein Weimar
- 2013: Hessischer Fernsehpreis als Bester Schauspieler für seine Rolle in Das letzte Wort
- 2014: Goldene Kamera als Bester Schauspieler
- 2017: 1. Goldegger Kammerschauspieler[25]
- 2020: Askania Award[26] für das Lebenswerk

Anmerkung: Die Auszeichnung 2018 mit dem Weimar-Preis lehnte Thomas Thieme ab.